# Tipula (Platytipula) hugginsi
Tipula (Platytipula) hugginsi is een tweevleugelige uit de familie langpootmuggen (Tipulidae). De soort komt voor in het Nearctisch gebied.